# Rusini

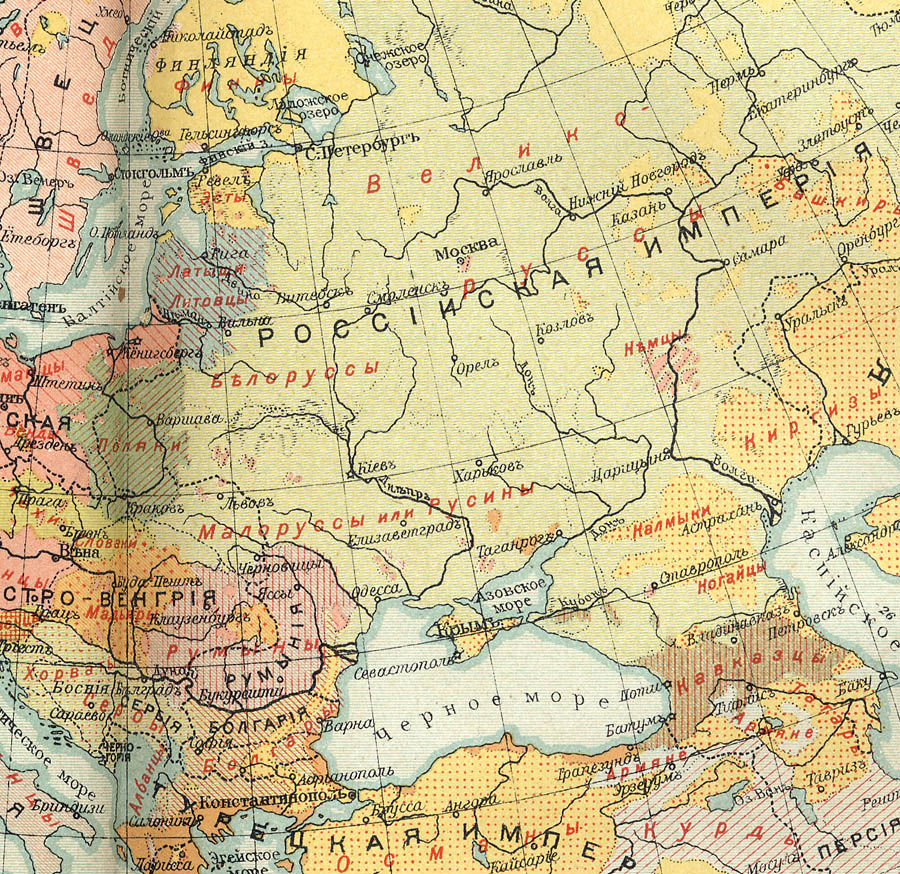
Rosyjska mapa z 1907 roku wydana w Imperium Rosyjskim przedstawiająca zasięg terytorialny „trójjedynego narodu ruskiego” z Rusinami w znaczeniu Ukraińców (Małorusowie albo Rusini)

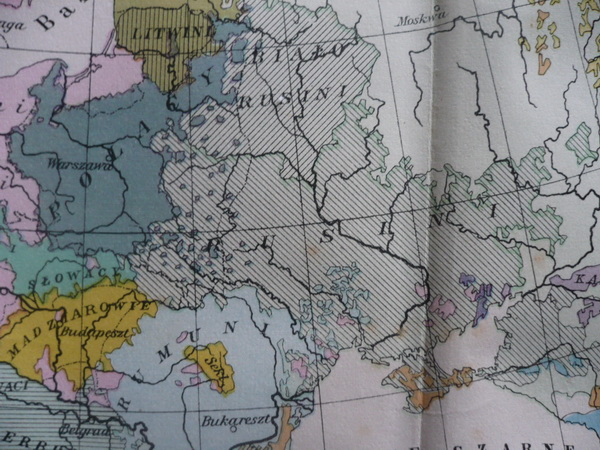
Polska mapa etniczna z 1927 r. przedstawiająca zasięg terytorialny Rusinów (w znaczeniu Ukraińców)

Rusini (Rusnacy, Ruśniacy, dawniej też Rusacy) – historyczne narody wschodniosłowiańskie na ziemiach dawnej Rusi Kijowskiej, wchodzące później w skład: Wielkiego Księstwa Litewskiego, Królestwa Polskiego (Ruś Czerwona), Królestwa Węgier (Ruś Zakarpacka) i Wielkiego Księstwa Moskiewskiego, a od drugiej połowy XVI wieku: Rzeczypospolitej Obojga Narodów i Carstwa Rosyjskiego.

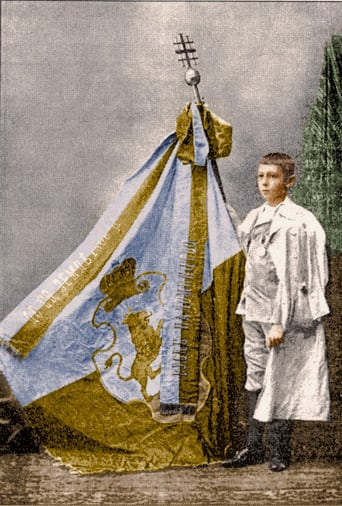
Chłopiec ruski z flagą narodową

Nazwa pochodzi od Rusi i oznaczała pierwotnie jej mieszkańców. W nomenklaturze polskiej i rosyjskiej termin Rusini był używany najczęściej dla nazwania Ukraińców (Małorusinów), a Rusnacy lub Ruśniacy dla określenia Łemków. Podział ten ma charakter zwyczajowy i nie jest ściśle przestrzegany. W niektórych dawnych polskich źródłach Rusinami była nazywana ludność prawosławna bez względu na pochodzenie etniczne, w tym polscy wyznawcy prawosławia. 
Narody wschodniosłowiańskie: 
- Ukraińcy[1] (Rusini, Małorusini[2], Małorusowie, Małorosjanie[3])
- Białorusini (Litwini, Białorusy)
- Rosjanie (Moskale, Wielkorusini, Wielkorusy, Wielkorusowie, Wielkorosjanie)

Wschodniosłowiańskie grupy etniczne:
- Rusini karpaccy, Karpatorusini[4][5]:
  - Łemkowie, Wengrinowie, Zamieszańcy i Rusini Szlachtowscy – w literaturze bywają określani jako oddzielna, karpatoruska lub ukraińska grupa etniczna; w dawnej literaturze polskiej bywali klasyfikowani jako ludność polska[6]
  - Wierchowińcy – w literaturze są określani jako karpatoruska lub ukraińska grupa etniczna
  - Bojkowie – w literaturze są określani jako karpatoruska lub ukraińska grupa etniczna, Paul Robert Magocsi i Paul Best zaliczają ją do odrębnego narodu karpatoruskiego[7]
  - Huculi[7] (Hucułowie) – w literaturze są określani jako karpatoruska, ukraińska lub samodzielna grupa etniczna
- Tutejsi – ludność wschodniosłowiańska Polesia i Podlasia mówiąca gwarami przejściowymi: białoruskimi lub ukraińskimi i nie wykazująca jednoznacznego poczucia przynależności do zwartych miejscowych grup narodowościowych.
  - Poleszucy – w literaturze ukraińskiej bywają określani jako ukraińska grupa etniczna, w białoruskiej są określani jako białoruska grupa etniczna. Wielu spośród Poleszuków nie identyfikuje się ani z Ukraińcami, ani z Białorusinami.
  - Podlaszucy – podobnie jak Poleszuków, klasyfikuje się ich jako białoruską i/lub ukraińską grupę etniczną.
- Rusini Panońscy

## Etymologia
Nazwa Rusini pochodzi od Rusi i oznaczała pierwotnie jej mieszkańców. Samo słowo Ruś pochodzi najprawdopodobniej od ugrofińskiego wyrazu Ruotsi, które znaczy „brzeżanie, mieszkańcy wybrzeża”. Finowie do dzisiaj nazywają tak również Szwedów, od których nazwę tę mogli przejąć, gdyż słowo roslag oznacza w staronordyjskim „wybrzeże”.
Inne teorie
- Nazwa ta pochodzi od nazwy rzeki Roś przepływającej nieopodal Kijowa[9].
- Nazwa ta pochodzi od nazwy starożytnego plemienia sarmackiego – Roksolanów. Hipoteza ta została spopularyzowane przez Szymona Zimorowica w XVII wieku[10].
- Nazwa pochodzi od słowiańskiego wyrazu rossieje, co oznacza „po ziemi, daleko”; stąd też miałby pochodzić wyraz Rossija (Rosja). Hipoteza ta była stworzona przez Macieja Stryjkowskiego w XVI wieku[11].

## Stroje ruskie – galeria

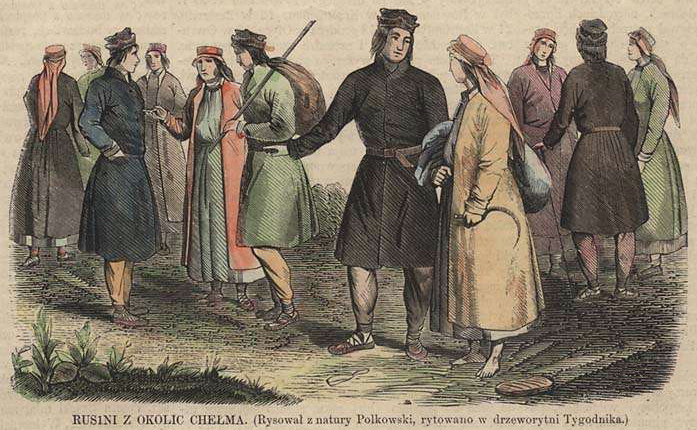
Polska – Rusini z okolic Chełma. Litogr. z 1861 r.
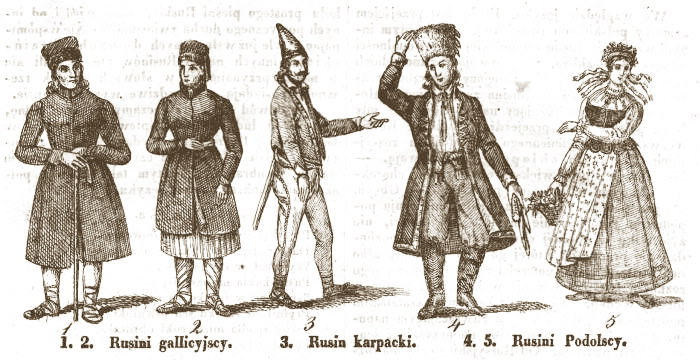
Rusini galicyjscy, karpaccy i podolscy. Litog. z 1836 r.
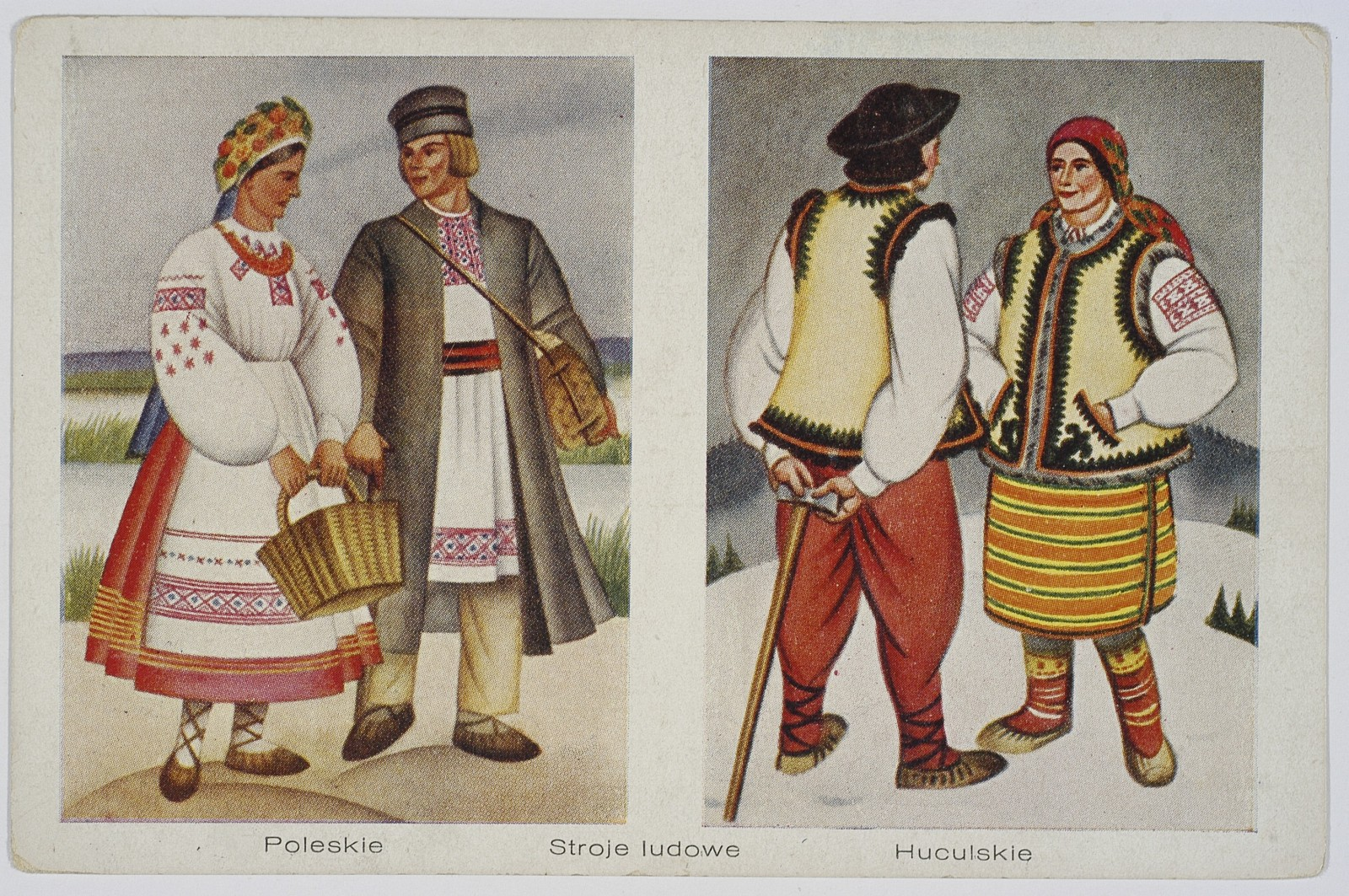
Poleszucy i Huculi. Ilustracja z 1908 r.
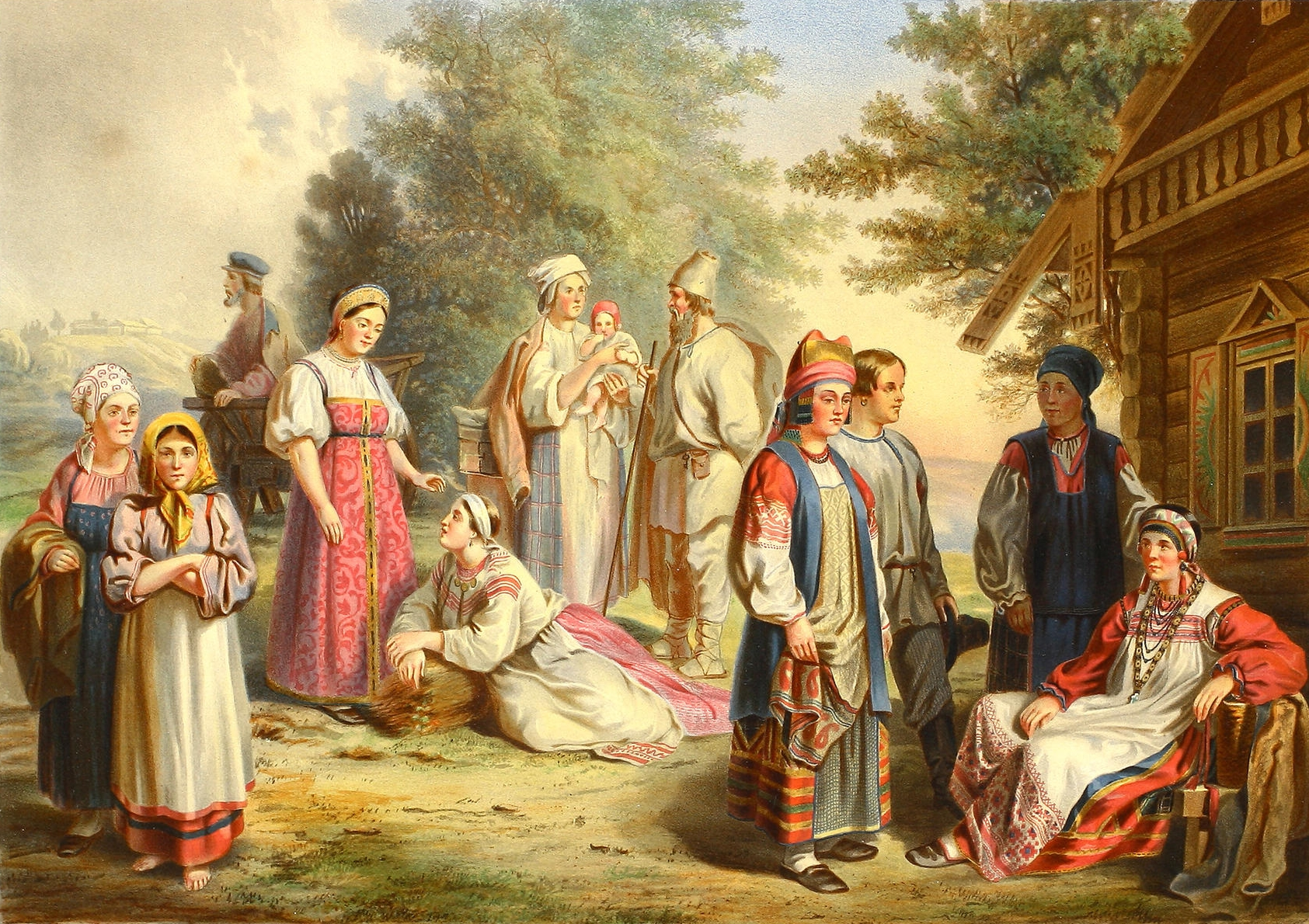
Typy wielkoruskie I. Ilustracja z 1862 r.
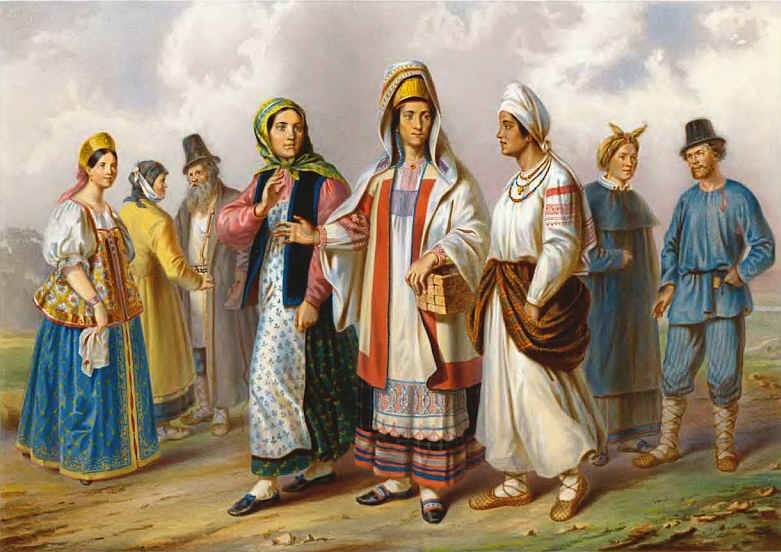
Typy wielkoruskie II. Ilustracja z 1862 r.